# Isabella Cervoni
Isabella Cervoni (Colle di Val d'Elsa, XVI secolo – Colle di Val d'Elsa, XVII secolo) è stata una poetessa italiana.
Nacque a Colle di Val d'Elsa tra la fine del XVI secolo e l'inizio del XVII.
Fu una poetessa ed una letterata molto apprezzata nel suo tempo. Tra le sue composizioni, due canzoni in onore del Re di Francia Enrico IV e della Regina Maria de' Medici:
- Canzone de la S. Isabella Cervoni da Colle al Christianissimo Enrico Quarto Re di Francia, e di Nauarra. Sopra la sua conuersione; Fiorenza. 1597.
- Tre canzoni de la S. Isabella Cervoni da Colle in lavde de' christianiss. re, e regina di Francia e di Navarra, Enrico Quarto, e Madama Maria de' Medici; Firenze, G. Marescotti. 1600.

Compose, tra l'altro, un'orazione in onore di Papa Clemente VIII, avente come oggetto la devoluzione di Ferrara, e una canzone in onore dei Principi cristiani.
Fu accolta nella prestigiosa Accademia degli Affidati di Pavia, probabilmente tra il 1598 e il 1600, per quell'epoca una rarità per una donna scrittrice. La sua data di morte è incerta; non ci sono notizie su di lei successive al 1600.

## Opere
Manoscritti
“Canzone . . . sopra ’l felicissimo Natale del Ser[enissi]mo Prencipe di Toscana.” Magl. VII.138. Biblioteca Nazionale Centrale, Florence, 1590.
Opere a stampa
- Canzone d'Isabella Cervoni sopra il battesimo del serenissimo gran prencipe di Toscana; In Firenze: a stanza di Giovanni Tinti, 1592.
- Canzone de la s. Isabella Cervoni da Colle al christianissimo Enrico quarto re di Francia, e di Navarra sopra la sua conversione; In Fiorenza: appresso Giorgio Marescotti, 1597.
- Orazione della signora Isabella Ceruoni da Colle al santissimo e beatissimo padre, e signor nostro papa Clemente ottauo sopra l'impresa di Ferrara. Con vna canzone della medesima a' prencipi christiani; In Bologna: appresso Gio. Battista Bellagamba, 1598.
- Tre canzoni de la s. Isabella Ceruoni da Colle in laude de' christianiss. re, e regina di Francia e di Nauarra, Enrico quarto, e madama Maria de' Medici; In Fiorenza: appresso Giorgio Marescotti, 1600.

Poesie
“Di sostenere homai, qual nuovo Atlante” in Oratione, e poemi de gli Affidati nella morte del catolico Filippo II, re di Spagna. Pavia: Eredi di Girolamo Bartoli, 1599.
“Mentr’à la Gloria i pensier vostri alzate” in Cervoni, Giovanni. Discorso in laude de la christianissima madama Maria de’Medici. Florence: Giorgio Marescotti, 1600.